# Vergelmer
Vergelmer – szwedzka grupa muzyczna wykonująca black metal. Powstała w 1993 roku w miejscowości Åtvidaberg z inicjatywy muzyków grup Hypocrisy oraz Algaion. Zespół zakończył działalność wkrótce po wydaniu pierwszego albumu.

## Dyskografia
- In Darkness Forever (1994, wydanie własne)
- The Third Winter (1995, wydanie własne)
- In the Dead of Winter (1996, wydanie własne)
- Light the Black Flame (1998, Cacophonous Records)[2]